# Muswell Hillbillies
Muswell Hillbillies is een album van de Britse rockband The Kinks uit 1971. De titel van het album verwijst naar de Londense wijk Muswell Hill, waar Ray en Dave Davies opgroeiden en waar The Kinks ontstonden.

## Tracks
- "20th Century Man"
- "Acute Schizophrenia Paranoia Blues"
- "Holiday"
- "Skin and Bone"
- "Alcohol"
- "Complicated Life"
- "Here Come the People in Grey"
- "Have a Cuppa Tea"
- "Holloway Jail"
- "Oklahoma U.S.A."
- "Uncle Son"
- "Muswell Hillbilly"

Opnamen: augustus en september 1971.
Mick Avory · Dave Davies · Ray Davies

John Dalton · Gordon Edwards · Ian Gibbons · John Gosling · Bob Henrit · Andy Pyle · Pete Quaife · Jim Rodford